# Hilitoese
Hilitoese is een bestuurslaag in het regentschap Nias Selatan van de provincie Noord-Sumatra, Indonesië. Hilitoese telt 527 inwoners (volkstelling 2010).